# 太刀川寛
太刀川 寛（、1931年〈昭和6年〉3月7日 - ）は、日本の元俳優。東京府豊多摩郡井荻町出身。本名及び旧芸名は太刀川 洋一（たちかわ よういち）。

## 来歴・人物
1951年、東京都立九段高等学校を卒業し、俳優座養成所に2期生として入り、1952年の三越劇場での芸術祭参加俳優座公演、内村直也作品『夜の訪問者』に本名で初舞台を踏む。また、同年9月の東映製作の『泣虫小僧』で映画にも初出演。1953年3月、養成所卒業とともに劇団新人会に入団する。同年、市川崑の抜擢により『青色革命』に出演。
その後、1954年7月に退会して東宝と専属契約し、数多くの作品に出演する。ところが1958年12月19日、交通事故を起こし、全治1カ月の重傷を負う。31日付で東宝から解約処分を受け、謹慎生活に入る。1959年秋、東宝に復帰し、同年10月の芸術座『がめつい奴』でまず舞台復帰を、1960年1月に公開の映画『サラリーマン・ガール読本 むだ口かげ口減らず口』で映画出演も再開する。また、芸名も本名から太刀川 寛とする。
1971年の和田嘉訓作品で未公開となった映画『脱出』を最後に東宝を退社し、フリーとなる。また俳優業の傍ら、1976年10月から広告会社・東京エージェンシーを経営している。
姉の太刀川瑠璃子は、スターダンサーズ・バレエ団創設者,昭和音楽大学副学長、小牧正英の元妻。

## 主な出演

### 映画
- 青色革命（1953年） - 長男・順平
- 若い瞳（1954年） - 治夫
- 若き血は燃えて（1954年）
- 潮騒（1954年） - 安夫

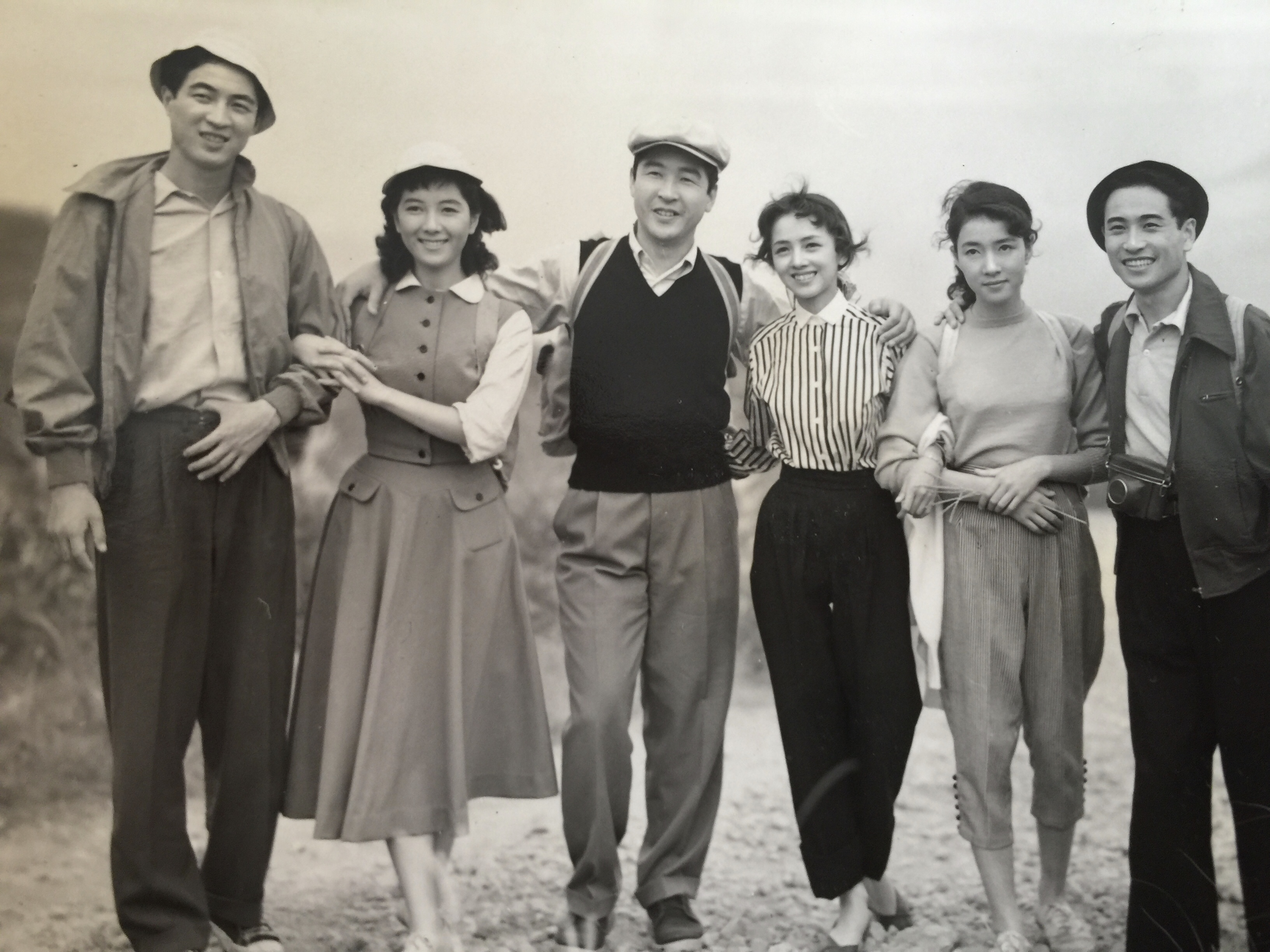
『やがて青空』（1955年）

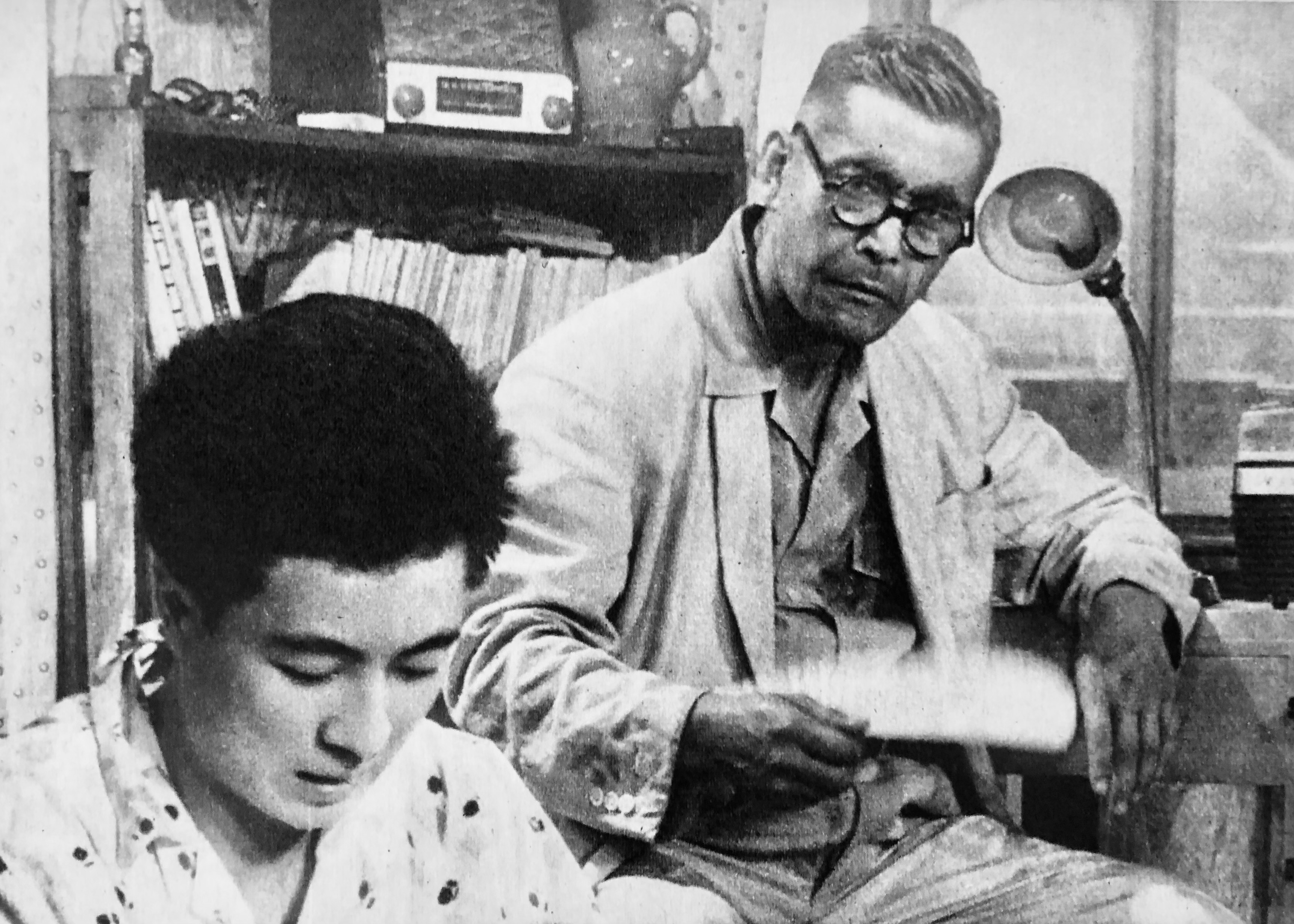
『生きものの記録』（1955年）

- 女性に関する十二章（1954年） - 渡辺六郎兵衛
- 麦笛（1955年） - 表
- 渡り鳥いつ帰る（1955年） - 村井
- くちづけ（1955年） - 河原健二
- あすなろ物語（1955年） - 江見
- やがて青空（1955年） - 喬夫
- 生きものの記録（1955年） - 須山良一
- 青い果実（1955年） - 早川
- 社長シリーズ
  - へそくり社長（1956年） - 岡本（会社員）
  - 続へそくり社長（1956年） - 岡本
  - 社長三代記（1958年） - 松村俊夫（新入社員）
  - 続・社長三代記（1958年） - 松村俊夫（新入社員）
  - 続・社長道中記 女親分対決の巻（1961年） - 中村
- 花嫁会議（1956年） - 写真屋
- 若い樹（1956年） - 馬場次郎左衛門
- 奥様は大学生（1956年）
- ならず者（1956年）
- 現代の欲望（1956年） - 山西（運転手兼事務員）
- 蜘蛛巣城（1957年） - 都筑国丸の嫡子・国丸
- 極楽島物語（1957年）
- 大番 - 長十郎 
  - 大番（1957年）
  - 続大番 風雲編（1957年）
  - 続々大番 怒涛篇（1957年）
- 早く帰ってコ（1957年）
- 東京だョおッ母さん（1957年） - 川崎豊
- 智恵子抄（1957年） - 高村光男
- 別れの茶摘歌（1957年） - 木掛三吉
- 最後の脱走（1957年）
- 大学の侍たち（1957年） - 松本
- 青い山脈 - 富永安吉
  - 青い山脈 新子の巻（1957年）
  - 続青い山脈 雪子の巻（1957年）
- おトラさん（1957年） - トリ江の恋人・上月
- 女であること（1958年） - 村松光一
- お父さんはお人好し - 富岡
  - お父さんはお人好し 家に五男七女あり（1958年）
  - お父さんはお人好し 花嫁善哉（1958年）
- 家内安全（1958年） - 広井進一
- 花ざかりおトラさん（1958年）
- 杏っ子（1958年） - 息子・平之助
- 鰯雲（1958年） - 和助の次男・信次
- 続新日本珍道中東日本の巻（1958年）
- 人生劇場 青春篇（1958年）
- すずかけの散歩道（1959年） - 野崎正也
- サラリーガール読本
  - サラリーガール読本 むだ口 かげ口 へらず口（1960年）
  - サラリーガール読本 お転婆社員（1960年）
- サラリーマン御意見帖シリーズ - 家光和夫
  - サラリーマン御意見帖 男の一大事（1960年）
  - サラリーマン御意見帖 出世無用（1960年）
- ハワイ・ミッドウェイ大海空戦 太平洋の嵐（1960年） - 梅崎中尉[7]
- 娘・妻・母（1960年） - 春子の恋人・朝吹真
- 背広三四郎シリーズ - 青木敬太
  - 花のセールスマン 背広三四郎（1960年）
  - 背広三四郎 男は度胸（1961年）
  - 背広三四郎 花の一本背負い（1961年）
- サザエさんシリーズ - 敷金一郎
  - サザエさんとエプロンおばさん（1960年）
  - 福の神 サザエさん一家（1961年）
- サラリーマン 奥様心得帖（1961年）
- 特急にっぽん（1961年） - 佐川英二
- 用心棒（1961年） - 清兵衛の倅・与一郎
- アッちゃんのベビーギャング（1961年） - 上野浩一
- 新入社員十番勝負（1961年）
- 続新入社員十番勝負 サラリーマン一刀流（1962年） - 平手健夫
- 椿三十郎（1962年） - 河原晋
- 妖星ゴラス（1962年） - 若林[7][3]
- 愛のうず潮（1962年）
- 女性自身（1962年） - 柴北駿太郎
- 香港の星（1962年）
- 僕たちの失敗（1962年） - 豊田
- 忠臣蔵 花の巻・雪の巻（1962年） - 上杉綱憲
- サラリーマン無鉄砲一家（1963年）
- 若い仲間たち うちら祇園の舞妓はん（1963年） - 川中信行
- 独立機関銃隊未だ射撃中（1963年） - 原昌志一等兵（学徒出陣）
- マタンゴ（1963年） - 吉田悦朗[7][2][3]
- 江分利満氏の優雅な生活（1963年） - 江分利の弟
- 波影（1965年）
- ゼロ・ファイター 大空戦（1966年） - 寺田中尉
- レッツゴー!若大将（1967年） - 坂本
- あらくれ（1969年）
- 野獣の復活（1969年）
- あしたのジョー（1970年）
- 女子学園 ヤバい卒業（1970年）
- 喜劇 男の顔は人生よ（1971年）
- 脱出（1972年）
- 小説吉田学校（1983年） - 外務官僚

### テレビドラマ
- 細雪（1965年）
- 源義経（1966年） - 源範頼
- 鶴亀先生上京す（1967年）
- 三匹の侍 第5シリーズ 第10話「白疾風」（1967年） - 千坂兵助
- 37階の男 第18話「女にサインを」（1968年）
- 特別機動捜査隊
  - 第325話「金色の天使の矢」（1968年）
  - 第362話「車椅子」（1968年） - 白尾
  - 第425話「ドラキュラの牙」（1969年） - 浅井
  - 第452話「母恋し1,500キロ」（1970年） - 掛川
  - 第454話「霧の中の聖女」（1970年） - 磯部
  - 第456話「ハイビスカスの女」（1970年） - 笠原
  - 第481話「追憶の街」（1970年） - 富沢
  - 第506話「銭に生きる女」（1971年） - 氷室
  - 第512話「高倉主任誕生」（1971年） - 殿村
  - 第525話「ポルノイン東京女人百景」（1971年） - 下川
  - 第546話「四匹の牝猫」（1972年） - 中西
  - 第608話「炎に燃える女」（1973年） - 久保寺
- ローンウルフ 一匹狼 第30話「野良犬の詩」（1968年）
- プレイガールシリーズ
  - プレイガール
    - 第4話「「青い真珠に手を出すな」（1969年）
    - 第42話「スリラー 血ぬられた女の館」（1970年） - 上原
    - 第63話「女が全身濡れるとき」（1970年） - 飯沼
    - 第68話「怪談・女の恨みは地獄から」 （1970年） - 岩村
    - 第83話「ぼん太の田舎っぺ残侠伝」（1970年） - 石黒
    - 第121話「夢を追う殺し屋」（1971年） - 江田
    - 第125話「女一匹三千世界に家もなし」（1971年） - 洋三郎
    - 第142話「クリスマス殺人事件」（1971年） - 加納
    - 第152話「女の寝技師」（1972年） - 赤間
    - 第167話「男命を殺しに賭けて」（1972年） - 梶山信一
    - 第181話「ヌードダンサー殺人事件」（1972年） - 東山
    - 第234話「ばら山荘恐怖の連続殺人」（1973年） - 和久井
    - 第242話「温泉風俗マッサージ」（1973年） - 市村
    - 第246話「スター歌手殺人事件」（1973年） - ハリー
    - 第257話「女が男を寝かすとき」（1974年） - 小野寺
    - 第275話「怪談 血煙りに浮かぶ女」（1974年） - 服部
    - 第277話「高校生売春殺人事件」（1974年） - 小池

  - プレイガールQ
    - 第1話「命知らずの化け猫たち」（1974年）
    - 第7話「恐怖のフラメンコ」（1974年） - 矢形
    - 第16話「ゴルフ場の謎の怪事件」（1975年） - 加治木
    - 第19話「スリラー・寝室の殺人鬼」（1975年） - 木村
    - 第30話「白い乳房に蒼い毒針」（1975年） - 高田博
    - 第33話「女の武器は燃えた肌」（1975年） - 津々井
    - 第36話「私の裸を見せないで」（1975年） - 川添
    - 第41話「放送300回記念・東京エマニエル夫人」（1975年） ※ノンクレジット
    - 第66話「人妻売春組織」（1976年）- 佐野
- 日本任侠伝（第1シリーズ） 第2話「笹川繁蔵」（1969年）
- 五番目の刑事
  - 第8話「その玩具に手を出すな」（1969年） - 古谷
  - 第25話「さらば! わが街新宿」（1970年） - 橋本
- 火曜日の女シリーズ「恋の罠」（1970年） - 戸上伸介
- 江戸川乱歩シリーズ 明智小五郎 第20話「恐怖の毒蜘蛛」（1970年）
- キイハンター
  - 第119話「殺人免許証貸します」 （1970年） - 秋山
  - 第253話「女体に捧げる犯罪」（1973年） - 北見
- 大江戸捜査網
  - 大江戸捜査網（第1シリーズ） 第14話「初姿! 花の喧嘩状」（1971年）
  - 大江戸捜査網（第3シリーズ） 第94話「地下に眠る美女」（1975年）
  - 大江戸捜査網（第3シリーズ） 第318話「おんな拳法仇討ち絵巻」（1977年） - 宗達
  - 大江戸捜査網（第3シリーズ） 第351話「女義賊 怒りの逆襲」（1978年）
  - 大江戸捜査網（第3シリーズ） 第508話「駒下駄と鬼娘の涙」（1981年） - 日下部
  - 大江戸捜査網（第3シリーズ） 第543話「お市乱れ花 三味線殺法」（1982年） - 大黒屋
- さすらいの狼 第11話「真昼の逆襲」（1972年）
- 隼人が来る 第8話「帰って来た無法者」（1972年） - 松吉
- 遠山の金さん捕物帳 第127話「尼になった男」（1972年） - 辰平
- 大岡越前 第3部 第28話「右の腕」（1972年） - 鉄五郎
- 仮面ライダーシリーズ
  - 仮面ライダーV3 第36話「空の魔人 ツバサ軍団」（1973年） - 竹村社長
  - 仮面ライダー (スカイライダー) 第19話「君も耳をふさげ! オオカミジン殺しの叫び」（1980年） - 野村博士
- 水戸黄門 第4部 第21話「南部鉄瓶由来 -盛岡-」（1973年6月11日）- 孫六
- アイフル大作戦（1973年）
  - 第9話「死を招く目のない人形」
  - 第38話「バラン・ドロン殺人事件」
- 科学捜査官 （1973年 - 1974年） - 杉本技官
- バーディー大作戦 （1974年）
  - 第8話「生きたまま火葬にしろ!」
  - 第34話「年忘れ新婚除夜の鐘） - 織田
- 新宿警察 第4話「銀行ギャング・わが夢」（1975年）
- 燃える捜査網 第10話「刑事なんか大嫌い!」（1975年）
- 大都会 闘いの日々 第18話「少年」（1976年）
- 人魚亭異聞 無法街の素浪人 第5話「偽りの報酬」（1976年）
- スパイダーマン 第16話「名犬よ 父のもとへ走れ」（1978年）
- 土曜ワイド劇場「大東京四谷怪談」（1978年、ANB） - 伊藤
- 特捜最前線
  - 第80話「新宿ナイト・イン・フィーバー」（1978年）
  - 第109話「紫色のマニキュアをした女!」（1979年）
  - 第254話「海に消えた殺人婦警!」（1982年）
  - 第355話「トルコ嬢のしあわせ芝居!」（1984年）
- 騎馬奉行 第1話「憎い男の初仕事」（1979年）
- 鉄道公安官 第23話「特急貨物便・強奪」（1979年）
- 西部警察
  - 西部警察（PART1）
    - 第15話「さらば愛しき女」（1980年） - 加納修三
    - 第64話「九州横断大捜査網!! -前篇-」、第65話「博多港決戦!! -後篇-」（1981年） - 偽札組織ボス

  - 西部警察 PART-II 第10話「大追跡!! 浜名湖決戦 -静岡・前篇-」（1982年） - 柳屋社長
  - 西部警察 PART-III 第31話「思い出さがし」（1983年） - 倉本昭彦
- ザ・ハングマン
  - ザ・ハングマン 第9話「奈落ゆき汚職航海」（1981年）　-　加賀冬樹
  - ザ・ハングマンII 第13話「裏切り警官あぶり出し作戦」（1982年） - 金森
- 宇宙刑事ギャバン 第34話「思い出は星の涙 父のない子 母のない子」（1982年） - 医師（ドクターダブラー）

### 舞台
- がめつい奴（1959年） - 健太 役